# Francesco Morosini (patrouilleur)
Le Francesco Morosini (pennant number : P431) est un patrouilleur hauturier de la Marina Militare italienne, le deuxième navire de la classe Thaon di Revel.

## Conception
Les navires ont été conçus comme des « navires polyvalents de patrouille en mer ». Les sept premiers navires sont construits avec différentes configurations : une variante « légère » de base pour la tâche de patrouille, une configuration améliorée avec une meilleure capacité d’autodéfense et une variante « complète » intégrant des capacités beaucoup plus étendues.
La marine italienne a commandé le nouveau missile lourd MBDA TESEO Mk 2E (TESEO « EVO »), un missile antinavire à longue portée doté également d’une capacité d’attaque terrestre stratégique. Le missile aura une nouvelle « tête » terminale avec un double autodirecteur RF (radiofréquence) et vraisemblablement la capacité d’attaquer des cibles au sol, IIR (Imaging IR). Par rapport à son prédécesseur OTOMAT/TESEO, le TESEO « EVO » MK/2E a une autonomie double (voire plus) de 360 km. L’ancien OTOMAT avait un rayon d'action de 180 km,,.

## Carrière
Le Francesco Morosini a été mis en chantier le 16 février 2018 par Fincantieri à Muggiano et lancé le 22 mai 2020. Le navire devait être mis en service en mars 2022, mais il est entré en service en octobre de la même année.